# Lijst van rijksmonumenten in Simpelveld (plaats)
De plaats Simpelveld telt 28 inschrijvingen in het rijksmonumentenregister. Hieronder een overzicht.
| Object | Oorspronkelijke functie?  | Bouwjaar               | Architect  | Locatie                    | Coördinaten?                  | Nr.?   | Afbeelding                          |
| --- | ------------------------- | ---------------------- | ---------- | -------------------------- | ----------------------------- | ------ | ----------------------------------- |
| Inventaris in R.K. Kerk: communiebank, preekstoel, orgelgalerij en twee biechtstoelen                                                                   | Vanwege onderdelen kerk   | 18e/19e eeuw           |            | Pastoriestraat tegenover 1 | 50° 50' 3" NB, 5° 58' 55" OL  | 33584  | Meer afbeeldingen                   |
| Hoeve van kunradersteen, met bovenverdieping van vakwerk, met diagonaalschoren                                                                          | Boerderij                 | 17e eeuw               |            | Bulkemstraat 1             | 50° 49' 54" NB, 5° 58' 22" OL | 33585  | Meer afbeeldingen                   |
| Hoeve van kunradersteen, met bovenverdieping van vakwerk, met diagonaalschoren                                                                          | Boerderij                 | 17e eeuw               |            | Bulkemstraat 3             | 50° 49' 54" NB, 5° 58' 21" OL | 33586  | Meer afbeeldingen                   |
| Hoeve met binnenplaats; van Kunradersteen en baksteen                                                                                                   | Boerderij                 | 1842                   |            | Bulkemstraat 41            | 50° 49' 46" NB, 5° 57' 53" OL | 33587  | Meer afbeeldingen                   |
| Bulkemsmolen. Gebouwen grotendeels van Kunradersteen om binnenplaats. Bovenslagmolen; oud rad en werk                                                   | Industrie- en poldermolen | begin 19e eeuw         |            | Bulkemstraat 43            | 50° 49' 44" NB, 5° 57' 47" OL | 33588  | Meer afbeeldingen                   |
| Hoeve met binnenplaats; van baksteen met houten kozijnen. Ellipsboogpoort in Naamse steen                                                               | Boerderij                 | 1841                   |            | Irmstraat 63               | 50° 49' 57" NB, 5° 58' 38" OL | 33589  | Meer afbeeldingen                   |
| Huis van Kunradersteen met houten segmentboogkozijnen                                                                                                   | Boerderij                 | 1797 (gevelsteen)      |            | Irmstraat 88               | 50° 49' 57" NB, 5° 58' 39" OL | 33590  | Meer afbeeldingen                   |
| Pastorie, aangelegd om een binnenhof, van baksteen met kozijnen van Naamse steen                                                                        | Kerkelijke dienstwoning   | 1683 en later          |            | Pastoriestraat 13          | 50° 50' 3" NB, 5° 58' 51" OL  | 33591  | Meer afbeeldingen                   |
| Pand onder een dak met hoeve Bulkemstraat 1. Van Kunradersteen, met bovenverdieping van vakwerk. In de buitengevel dichtgemetselde tussendorpelvensters | Woonhuis                  | 17e eeuw               |            | Oude Molenstraat 2         | 50° 49' 54" NB, 5° 58' 22" OL | 33592  | Meer afbeeldingen                   |
| Oude Molen (Simpelveld), Oude watermolen van Kunradersteen met afgeronde gevelhoek en houten kozijnen                                                   | Industrie- en poldermolen | eerste helft 19e eeuw  |            | Oude Molenstraat 6         | 50° 50' 1" NB, 5° 58' 18" OL  | 33593  | Meer afbeeldingen                   |
| Hoeve met binnenplaats | Boerderij                 | 1781                   |            | St. Nicolaasstraat 31      | 50° 49' 55" NB, 5° 58' 26" OL | 33594  | Meer afbeeldingen                   |
| Hoeve van vakwerk om een binnenplaats | Boerderij                 | 18e eeuw               |            | Weiweg 1                   | 50° 49' 41" NB, 5° 59' 55" OL | 33597  | Meer afbeeldingen                   |
| Hoeve van vakwerk en baksteen aan gesloten binnenplaats                                                                                                 | Boerderij                 |                        |            | Waalbroek 46 (Broek)       | 50° 49' 48" NB, 5° 59' 47" OL | 33613  | Meer afbeeldingen                   |
| Hoeve van baksteen aan gesloten binnenplaats | Boerderij                 |                        |            | Waalbroek 48               | 50° 49' 50" NB, 5° 59' 48" OL | 33614  | Meer afbeeldingen                   |
| Hoeve peuschkensheide | Boerderij                 |                        |            | Peuschkensheiderweg 1      | 50° 50' 46" NB, 5° 58' 43" OL | 33615  | Hoeve peuschkensheide               |
| Hoeve met binnenplaats | Boerderij                 | 1732 (poortsluitsteen) |            | Molsberg 96                | 50° 50' 33" NB, 5° 59' 6" OL  | 33616  | Meer afbeeldingen                   |
| Station Simpelveld + dienstwoningen | Transport                 | 1908                   |            | Stationstraat 18           | 50° 49' 54" NB, 5° 58' 41" OL | 518642 | Station Simpelveld + dienstwoningen |
| Spoorwegwatertoren en draaischijf | Transport                 | 1929                   |            | Vroenkuilerweg bij 1       | 50° 49' 52" NB, 5° 59' 1" OL  | 518643 | Spoorwegwatertoren en draaischijf   |
| Seinhuis post I | Transport                 | 1900-1925              |            | Stationstraat bij 18       | 50° 49' 54" NB, 5° 58' 42" OL | 518644 | Meer afbeeldingen                   |
| Seinhuis post II | Transport                 | 1900-1925              |            | Stationstraat bij 18       | 50° 49' 54" NB, 5° 58' 42" OL | 518645 | Meer afbeeldingen                   |
| Rectoraatswoning 't Kanthuis | Kerkelijke dienstwoning   | 1875-1900              |            | Rodeput 12                 | 50° 50' 6" NB, 5° 59' 29" OL  | 518647 | Meer afbeeldingen                   |
| Klooster en kapel Loreto | Klooster, kloosteronderdl | 1878                   |            | Kloosterstraat 68          | 50° 50' 3" NB, 5° 59' 22" OL  | 518648 | Klooster en kapel Loreto            |
| Meisjeshuis Klooster Loreto | Klooster, kloosteronderdl | 1878                   |            | Kloosterstraat 70          | 50° 50' 3" NB, 5° 59' 22" OL  | 518649 | Meisjeshuis Klooster Loreto         |
| Verblijfsgebouw Loreto | Klooster, kloosteronderdl | laatste kwart 19e eeuw | H.J. Hürth | Kloosterstraat bij 68      | 50° 50' 3" NB, 5° 59' 22" OL  | 518650 | Verblijfsgebouw Loreto              |
| Verblijfsgebouw Loreto en appelhuis | Klooster, kloosteronderdl | laatste kwart 19e eeuw | H.J. Hürth | Kloosterstraat bij 68      | 50° 50' 3" NB, 5° 59' 22" OL  | 518651 | Verblijfsgebouw Loreto en appelhuis |
| Boerderij Klooster Loreto | Boerderij                 | laatste kwart 19e eeuw | H.J. Hürth | Kloosterstraat bij 68      | 50° 50' 3" NB, 5° 59' 22" OL  | 518652 | Meer afbeeldingen                   |
| Koeltoren Brikettenfabriek | Industrie                 | 1922                   | N. Sterk   | Schiffelderstraat bij 44   | 50° 49' 55" NB, 5° 59' 13" OL | 518653 | Meer afbeeldingen                   |
| Hoeve Keverberg | Boerderij                 | 1850                   |            | Wijnstraat 21              | 50° 51' 5" NB, 5° 58' 21" OL  | 518654 | Meer afbeeldingen                   |